# Colin Castleton
Colin Reed Castleton (Pembroke Pines, 25 maggio 2000) è un cestista statunitense, professionista nella NBA.

## Carriera
Dopo aver trascorso la carriera universitaria tra i Michigan Wolverines e i Florida Gators, il 3 luglio 2023, dopo non essere stato scelto al Draft NBA, viene firmato dai Los Angeles Lakers con un two-way contract.

## Statistiche

### NCAA
| Anno      | Squadra             | PG  | PT | MP   | TC%  | 3P%  | TL%  | RP  | AP  | PRP | SP  | PP   |
| --------- | ------------------- | --- | -- | ---- | ---- | ---- | ---- | --- | --- | --- | --- | ---- |
| 2018-2019 | Michigan Wolverines | 19  | 0  | 3,5  | 40,9 | 0,0  | 33,3 | 1,1 | 0,1 | 0,1 | 0,2 | 1,1  |
| 2019-2020 | Michigan Wolverines | 25  | 0  | 7,9  | 54,0 | 0,0  | 82,8 | 2,4 | 0,3 | 0,1 | 0,5 | 3,1  |
| 2020-2021 | Florida Gators      | 24  | 21 | 25,7 | 59,7 | 0,0  | 78,1 | 6,4 | 1,1 | 0,5 | 2,3 | 12,4 |
| 2021-2022 | Florida Gators      | 28  | 28 | 30,7 | 54,6 | 0,0  | 70,3 | 9,0 | 1,5 | 0,9 | 2,2 | 16,2 |
| 2022-2023 | Florida Gators      | 26  | 26 | 31,2 | 50,0 | 13,3 | 72,9 | 7,7 | 2,7 | 0,9 | 3,0 | 16,0 |
| Carriera  | Carriera            | 122 | 75 | 20,9 | 53,7 | 6,3  | 73,0 | 5,6 | 1,2 | 0,5 | 1,7 | 10,4 |

### NBA

#### Regular Season
| Anno      | Squadra     | PG | PT | MP  | TC%  | 3P% | TL% | RP  | AP  | PRP | SP  | PP  |
| --------- | ----------- | -- | -- | --- | ---- | --- | --- | --- | --- | --- | --- | --- |
| 2023-2024 | L.A. Lakers | 16 | 0  | 3,7 | 56,3 | -   | 100 | 0,8 | 0,2 | 0,1 | 0,0 | 1,5 |
| Carriera  | Carriera    | 16 | 0  | 3,7 | 56,3 | -   | 100 | 0,8 | 0,2 | 0,1 | 0,0 | 1,5 |

### G League
| Anno      | Squadra          | PG | PT | MP   | TC%  | 3P% | TL%  | RP  | AP  | PRP | SP  | PP   |
| --------- | ---------------- | -- | -- | ---- | ---- | --- | ---- | --- | --- | --- | --- | ---- |
| 2023-2024 | South Bay Lakers | 12 | 12 | 28,7 | 53,8 | 100 | 74,3 | 9,7 | 2,7 | 1,0 | 1,6 | 14,1 |
| Carriera  | Carriera         | 12 | 12 | 28,7 | 53,8 | 100 | 74,3 | 9,7 | 2,7 | 1,0 | 1,6 | 14,1 |

## Palmarès
- NBA In-Season Tournament: 1

Los Angeles Lakers: 2023